# Paulo Freire

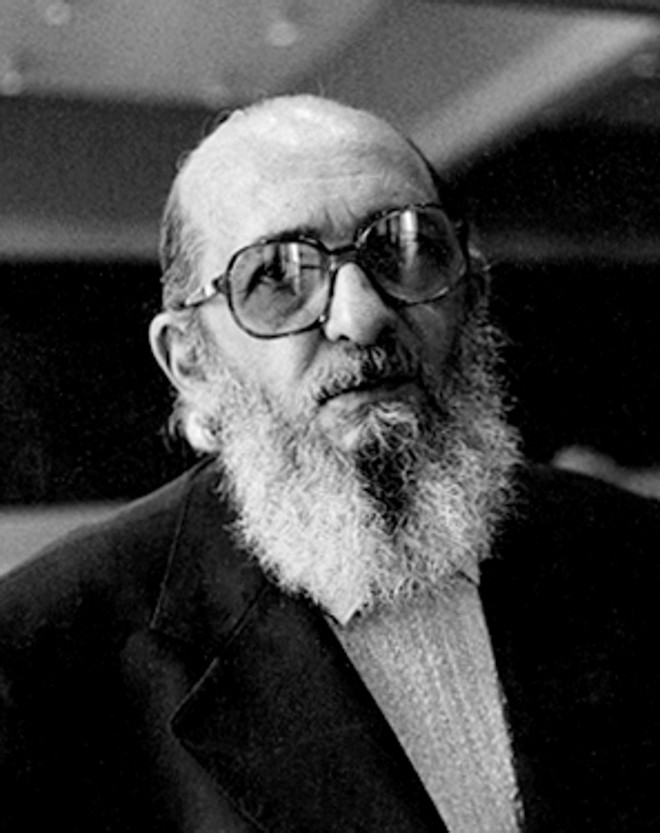
Paulo Freire

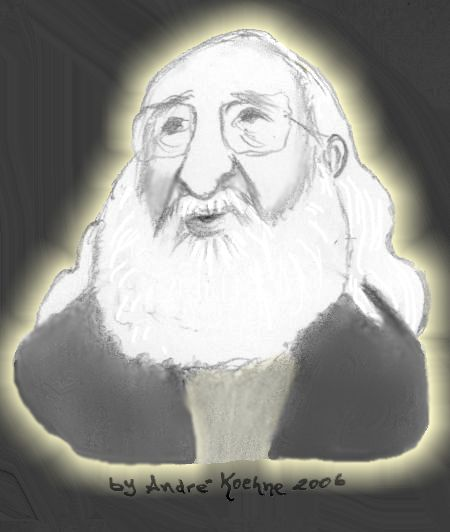
Tekening van Paulo Freire

Paulo Freire (Recife, 19 september 1921 – São Paulo, 2 mei 1997) was een Braziliaans onderwijshervormer, pedagoog en andragoog, hoogleraar in Pernambuco en directeur van het departement voor Cultuurverspreiding.

## Levensloop
Hij legde zich vanaf 1946 toe op volwasseneneducatie in Noordoost-Brazilië en coördineerde in 1962 het nationale plan voor de alfabetisering van volwassenen. Hij is vooral bekend door zijn boek Pedagogiek van de onderdrukten. Zijn werkwijze en theorie vormden mede de grondslag voor projectonderwijs en de kritische pedagogiek.
Na de militaire coup van 1964 werd Freire ontheven van zijn functie als hoogleraar geschiedenis en filosofie van de pedagogiek aan de universiteit van Recife en gevangengezet. De regering "nodigde hem uit" het land te verlaten. In Chili en Mexico bekleedde hij onderwijsfuncties en hij gaf les aan de Harvard-universiteit (1969). Van 1970 tot 1980, het jaar waarin hij naar Brazilië terugkeerde, werkte hij bij het departement Onderwijs van de Wereldraad van Kerken in Genève en adviseerde bij "Educação popular"-projecten in voormalige Portugese koloniën, voornamelijk in Guinee-Bissau en Mozambique. In 1986 ontving hij de UNESCO-prijs voor Vredeseducatie.
Daarna ging Freire in São Paulo wonen, waar hij in 1988 tot minister van onderwijs benoemd werd. Hij schreef in 1992 Pedagogia da esperança. Toen Freire in 1997 overleed, werkte hij aan een boek over ecopedagogiek.

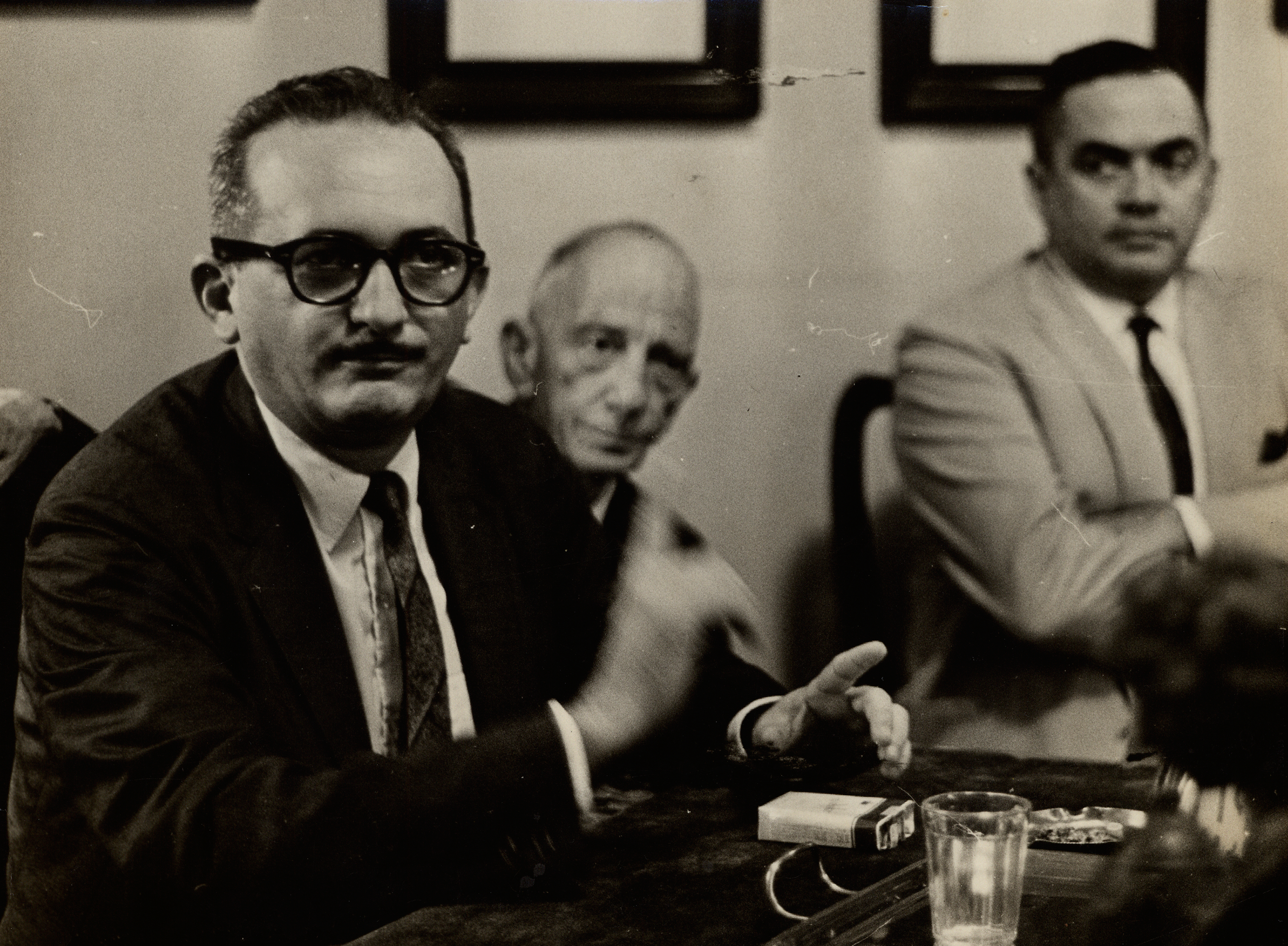
Paulo Freire, 1963.

## Werk
Freire was beïnvloed door de ideeën van Louis Althusser, Erich Fromm, Hegel, Marx, Frantz Fanon en Sartre. Zijn pedagogiek richtte zich op emancipatie en bewustmaking en zijn alfabetiseringsmethode kende succesvolle toepassingen en experimenten in Latijns-Amerika, Noord-Amerika, Canada en in Europa.

### Opvattingen
Paulo Freire vond dat machtshebbers in zijn land armen dom hielden en dat de scholen weinig resultaat opleverden. Volgens Freire kwam dit doordat die de werkelijke problemen van de armen negeerden. Daarom ontwikkelde hij een onderwijsvorm die uitgaat van de politieke situatie. Mensen zouden pas gemotiveerd zijn om het abc te leren als ze dit een plaats konden geven in hun conflict met grootgrondbezitters en politie. Hij stuurde onderwijzers uit die de "politieke sleutelwoorden" ter plekke ontdekten, zoals de "bron" die door de landeigenaar was afgesloten of de "schuld" die de politie inde. Uitgaande van deze werkwijze leerden volwassenen in korte tijd lezen en schrijven. Freire noemde zijn methode "Educação popular", onderwijs in de taal van het volk.

### Pedagogie van de onderdrukten
Freire publiceerde zijn Pedagogie van de onderdrukten in 1970 in het Portugees. Een jaar later verscheen een versie in het Engels, Pedagogy of the oppressed, en in het Duits, Pädagogik der Unterdrückten. Een Nederlandse vertaling volgde in september 1972. In Vlaanderen verkocht het werk razendsnel en een tweede druk verscheen een maand later.
Aanvankelijk meende men dat het boek en de methode uitsluitend bedoeld waren voor de ontwikkeling van volwassen analfabeten in de derde wereld. Na verloop van tijd zag men in dat de werkwijze en de filosofie op de industriële wereld toe te passen waren. De strijd van de mensen in Latijns-Amerika om vrije subjecten te worden en te participeren aan de samenleving leek in veel opzichten op de strijd van de West-Europese jongeren die in mei 1968 een protestbeweging begonnen. De methode dook op in het projectonderwijs in het sociaal hoger onderwijs in Vlaanderen en Nederland.

### Trivia
In Oosterhout is een school naar Paulo Freire genoemd. Deze basisschool bestaat sinds 1973.